# Severin Müller
Severin Müller (* 30. August 1942; † 28. April 2023) war ein deutscher Philosoph.

## Leben
Er studierte Philosophie, neuere deutsche Literaturwissenschaft, Romanistik und Geschichte an der Universität München. Nach der Promotion über Edmund Husserl und der Habilitation an der Universität Augsburg zur Phänomenologie von Arbeit lehrte er an der Universität Augsburg, der Universität Paderborn und zuletzt als Professor für Philosophie an der Universität Augsburg. Er hielt Vorträge u. a. in Wien, Graz, Dubrovnik, Niigata, Zagreb und Paris. Bis 2003 war er Mitherausgeber der japanischen Ausgabe der Werke Martin Heideggers (Verlag Sobunsha Tokyo).

## Werke
- Vernunft und Technik. Die Dialektik der Erscheinung bei Edmund Husserl.  Verlag Karl Alber, Freiburg i. Br. / München 1976. ISBN 3-495-47336-X.
- Topographien der Moderne. Philosophische Perspektiven – Literarische Spiegelungen. Verlag Peter Kirchheim. München 1991. ISBN 3-87410-040-5.
- Kindai no topogurafji (Topographien der Moderne: japanische Ausgabe und Übersetzung v. T. Takei), Sobunsha, Tokio 1994
- Phänomenologie und philosophische Theorie der Arbeit. Band I: Lebenswelt – Natur – Sinnlichkeit.  Verlag Karl Alber, Freiburg i. Br. / München 1992. ISBN 3-495-47731-4.
- Phänomenologie und philosophische Theorie der Arbeit. Band II: Rationalität – Welt – Vernunft.  Verlag Karl Alber, Freiburg i. Br. / München 1994. ISBN 3-495-47732-2.
- Verwandelte Ferne (libri nigri Band 51). Verlag Traugott Bautz, Nordhausen 2016, ISBN 978-3-95948-089-5.
- Transformationen (libri nigri Band 52). Verlag Traugott Bautz, Nordhausen 2016, ISBN 978-3-95948-237-0.